# Hayen-Mommen Zepperen
HMZ, voluit Hayen Maurice Zepperen, was een Belgische fabrikant van windturbines en een pionier op het gebied van windenergie in Vlaanderen. Het bedrijf werd opgericht in de jaren 1970 in Zepperen, een deelgemeente van Sint-Truiden in de provincie Limburg. HMZ splitste zich op in WindMaster dat zich specifiek specialiseerde in windenergie. HMZ speelde een belangrijke rol in de vroege ontwikkeling van windenergie in Europa. Hun bijdrage kan beschouwd worden als een van de grondleggers in de moderne windenergie. Met hun initieel patent op bladhoekversnelling heeft dit bedrijf een cruciale bijdrage geleverd aan de moderne hernieuwbare energie. 

## Geschiedenis

### Oprichting en vroege jaren
HMZ werd opgericht door Jos Hayen en Paul Hayen, ondernemers met een passie voor technologische innovatie en hernieuwbare energie. Samen bouwden ze een fabriek in Zepperen in 1980, waarmee België een van de eerste landen in Europa werd met eigen windturbinetechnologie. 
Het bedrijf ontwikkelde aanvankelijk een prototype van 150 kW, dat in 1982 werd geplaatst op de oostelijke strekdam van de haven van Zeebrugge. Deze turbine was een van de eerste in België die gebruik maakte van bladhoekverstelling (pitch control), wat de efficiëntie aanzienlijk verhoogde.

### Windpark Zeebrugge
In 1986 realiseerde HMZ, met steun van toenmalig minister van Energie Louis Olivier, een van de eerste moderne windparken ter wereld. Dit gebeurde in Zeebrugge, waar 21 Windmaster-turbines van 200 kW werden geplaatst op de strekdam. Het project was toonaangevend op wereldschaal en bracht internationale aandacht naar België als pionier in windenergie.

### Internationale expansie
In de jaren 80 en 90 van de vorige eeuw werden HMZ’s Windmaster-turbines geëxporteerd naar onder meer:
- Nederland
- Duitsland
- China (o.a. een installatie in de provincie Fujian)

Het bedrijf had plannen om internationaal verder uit te breiden, maar liep tegen structurele financieringsproblemen aan door een gebrek aan consistent energiebeleid in België.

### Overname en faillissement
HMZ werd uiteindelijk verkocht aan het Nederlandse industrieel conglomeraat Begemann, dat voornamelijk geïnteresseerd was in de patenten en intellectuele eigendom van het bedrijf. In 1995 ging HMZ failliet. Na de overname leefde de technologie voort in bedrijven zoals:
- Turbowinds (België)
- WindMaster Nederland
- Lagerwey

### Windmaster-turbines
De turbines van HMZ werden op de markt gebracht onder de naam Windmaster. Enkele bekende modellen zijn:
- WM22/200 – 200 kW, 22 m rotordiameter
- WM28/300 – 300 kW, 28 m rotordiameter
- WM33/500 – 500 kW, 33 m rotordiameter
- WM40/750 – 750 kW, 40 m rotordiameter

Kenmerkend voor deze turbines was de robuuste bouw, betrouwbaarheid en de toepassing van technologische innovaties zoals pitch control.

### Bijdrage aan de windenergie in Vlaanderen
Hoewel HMZ relatief vroeg van het toneel verdween, wordt het beschouwd als een van de grondleggers van de Vlaamse windenergiesector. De realisatie van het Zeebrugse windpark wordt nog steeds gezien als een visionair project. In de jaren daarna zou de Vlaamse windenergiemarkt zich gestaag ontwikkelen, met een duidelijke piek in het aantal nieuwe installaties vanaf de jaren 2010.

### Jos Hayen
De oprichter, Jos Hayen, was naast ondernemer ook actief als gemeenteraadslid voor de PVV in Zepperen. Zijn combinatie van ondernemerschap, technisch inzicht en politieke betrokkenheid maakte hem tot een sleutelfiguur in de Vlaamse energietransitie. Hayen bleef tot aan het einde nauw betrokken bij de windenergiesector.